# Медичи, Лоренцо Старший
Лоре́нцо Ме́дичи Ста́рший (итал. Lorenzo di Giovanni de' Medici; 1395, Флоренция — 23 сентября 1440, Флоренция) — итальянский государственный деятель.

## Происхождение
Происходил из рода Медичи. Родился во Флоренции. Был сыном создателя банка Медичи — Джованни ди Биччи Медичи и младшим братом Козимо Медичи. Получил прозвище Пополано. Основатель младшей линии Медичи, из которой происходил первый великий герцог Тосканский Козимо I Медичи.

## Биография
Лоренцо Медичи участвовал во всех мероприятиях Козимо Медичи. Вместе с ним отправился в изгнание. До этого выполнял дипломатические задачи. Возглавлял посольство к папе римскому Евгению IV и Венецианской республике. С 1435 года возглавлял представительство банка Медичи в Риме. 23 сентября 1440 года умер на вилле Медичи в Кареджи близ Флоренции, в стенах которой позднее располагалась знаменитая Платоновская Академия.

## Семья и дети
Жена — Джиневра Кавальканти.
Дети:
- Пьеро Франческо (1415—1476), муж Лаудомии Аччайоли;
- Франческо;
- Леонора.

## В кино
- Сериал совместного производства Италия-Великобритания «Медичи» (2016-2019). В роли Лоренцо Медичи снялся актер Стюарт Мартин.